# Betreiber
Der Betreiber ist ein Wirtschaftssubjekt, das unter Berücksichtigung der rechtlichen, wirtschaftlichen und tatsächlichen Umstände bestimmenden Einfluss auf die Beschaffenheit und den Betrieb eines Wirtschaftsobjekts ausübt.

## Allgemeines
Als Wirtschaftssubjekt kommen natürliche (Privatpersonen) oder juristische Personen (Unternehmen, sonstige Personenvereinigungen oder der Staat mit seinen Behörden) in Betracht. Der Rechtsbegriff des Betreibers ist nicht genau vom Eigentümer, Inhaber oder Unternehmer trennbar, teilweise ist seine Funktion mit der Rechtsposition eines Besitzers identisch; er kann auch durch Auftrag als Sachwalter fremder Interessen fungieren. Alle haben gemeinsam, dass sie rechtlichen, wirtschaftlichen und tatsächlichen Einfluss auf ein Wirtschaftsobjekt ausüben können. Als Wirtschaftsobjekte kommen technische Anlagen, bestimmte Betriebsformen, ein Gewerbe oder auch eine Webseite in Frage. Betreiber müssen aus einer gesetzlichen oder vertraglichen Pflicht handeln, wodurch gewährleistet ist, dass ein sicherer Betrieb der Wirtschaftsobjekte gegeben ist und Betriebsgefahren ausgeschlossen werden.

## Rechtsfragen
Der Betreiberbegriff wird in Gesetz, Rechtsprechung und Fachliteratur höchst unterschiedlich bestimmt, eine einheitliche Definition hat sich nicht herauskristallisiert. Die Schwierigkeit besteht insbesondere darin, dass dem Begriff sowohl Merkmale einer Handlungspflicht als auch einer Zustandspflicht innewohnen, wobei die Zustandspflicht rechtliche und tatsächliche Sachherrschaft miteinander verbindet. Der Betreiber übt insgesamt eine objektbezogene tatsächliche Sachherrschaft ohne Handlungsverantwortung aus.
Der Betreiber ist nach § 1 Nr. 2 BSI-KritisV eine natürliche oder juristische Person, die unter Berücksichtigung der rechtlichen, wirtschaftlichen und tatsächlichen Umstände bestimmenden Einfluss auf die Beschaffenheit und den Betrieb einer Anlage oder Teilen davon ausübt. Betreiber kritischer Infrastrukturen sind gemäß § 8a Abs. 1 BSI-Gesetz verpflichtet, angemessene organisatorische und technische Vorkehrungen zur Vermeidung von Störungen der Verfügbarkeit, Integrität, Authentizität und Vertraulichkeit ihrer informationstechnischen Systeme, Komponenten oder Prozesse zu treffen, die für die Funktionsfähigkeit der von ihnen betriebenen kritischen Infrastrukturen maßgeblich sind.
Der Rechtsbegriff des Betreibers kommt besonders häufig im Energierecht vor. So erwähnt ihn das Energiewirtschaftsgesetz (EnWG; § 3 EnWG), die Gasnetzzugangsverordnung (GasNZV; § 2 GasNZV); das Erneuerbare-Energien-Gesetz (EEG) versteht in § 3 Nr. 2 EEG unter dem Anlagenbetreiber, wer unabhängig vom Eigentum die Anlage für die Erzeugung von Strom aus erneuerbaren Energien oder aus Grubengas nutzt. Auch in der Telekommunikation (§ 3 Nr. 4a TKG) oder im Immissionsschutz (§ 3 Abs. 5a BImSchG) ist der Betreiber von großer Bedeutung. In § 3 Nr. 7 GenTG wird der Betreiber als eine juristische oder natürliche Person oder eine nicht-rechtsfähige Personenvereinigung beschrieben, die unter ihrem Namen eine gentechnische Anlage errichtet oder betreibt, gentechnische Arbeiten oder Freisetzungen durchführt oder Produkte, die gentechnisch veränderte Organismen enthalten oder aus solchen bestehen, erstmals in Verkehr bringt. Diese Legaldefinition bestimmt den Begriff im Wesentlichen mit sich selbst („Betreiber…oder betreibt“).
Der Betreiber ist nach § 38 VStättV für die Sicherheit einer Versammlung und die Einhaltung der Vorschriften verantwortlich. Dabei muss er die Versammlungsstätte und ihre technischen Anlagen und Einrichtungen durch anerkannte Sachverständige prüfen lassen (§ 37 VStättVO). Als Flughafenbetreiber gelten diejenigen Unternehmen, deren Betriebszweck im Management von Flughäfen besteht. Die GEFMA definiert den Betreiber im Rahmen des Facilitymanagements als Grundstückseigentümer oder wer ein Gebäude mit gebäudetechnischen Anlagen betreibt oder als Arbeitgeber fungiert und als solcher Arbeitsplätze und Arbeitsmittel bereitstellt. Als Wertpapierdienstleistungsunternehmen gelten gemäß § 2 Abs. 8 Nr. 2 WpHG nicht die Börsenträger oder Betreiber organisierter Märkte, die neben dem Betrieb eines multilateralen Handelssystems keine anderen Wertpapierdienstleistungen erbringen.
Der VGH Baden-Württemberg urteilte im Dezember 1987 operabel, denn „Betreiber ist, wer die tatsächliche oder rechtliche Möglichkeit hat, die notwendigen Entscheidungen im Hinblick auf die Sicherheit der Anlage zu treffen.“

## Arten
Die Betreiber von Gastronomiebetrieben und Hotels werden in Deutschland Gastronomen oder Hoteliers genannt. Ein Gaststättengewerbe betreibt, wer im stehenden Gewerbe Getränke zum Verzehr an Ort und Stelle verabreicht (Schankwirtschaft) oder zubereitete Speisen zum Verzehr an Ort und Stelle verabreicht (Speisewirtschaft; § 1 Abs. 1 GastG). Eine Betreiberimmobilie umfasst solche Grundstücke nebst Gebäude und Zubehör, deren Nutzung eines Betreibers bedarf. Betreibermodelle sind in der Immobilienwirtschaft Bauprojekte, bei denen ein Unternehmen der Privatwirtschaft über eine Konzessionsvergabe nahezu vollständig die Erfüllung einer öffentlichen Aufgabe im Rahmen der Public Private Partnership übertragen bekommt. Der Betreiber ist Eigentümer oder Vermieter eines Veranstaltungsorts oder wurde vom Eigentümer oder Vermieter schriftlich mit der Aufgabe der Veranstaltung betraut.
Netzbetreiber sind Netz- oder Anlagenbetreiber im Sinne des § 3 Nr. 27 EnWG und umfassen die Betreiber nach § 3 Nr. 2 bis 7 und 10 EnWG (Betreiber von Elektrizitätsversorgungsnetzen, Elektrizitätsverteilernetzen, Energieversorgungsnetzen, Fernleitungsnetzen, Gasversorgungsnetzen, Gasverteilernetzen und Übertragungsnetzen). Die Betreiber der Netzwerke heißen unter anderem Mobilfunkgesellschaft, Stromnetzbetreiber, Telekommunikationsnetzbetreiber, Übertragungsnetzbetreiber oder Verteilnetzbetreiber. Netzbetreiber bewirtschaften ein Netzwerk durch Netzmanagement. Netzbetreiber in der Energiewirtschaft nehmen eine Sonderstellung ein, weil sie ein natürliches Monopol bilden und deshalb gewährleisten müssen, dass alle Kunden und Lieferanten innerhalb des Netzgebiets diskriminierungsfreien Netzzugang erhalten.
Betreiber des Schienennetzes ist in Deutschland größtenteils die DB Netz AG. Betrieben werden können auch Gebäude und Garagen, Parkplätze, Spiel- und Sportplätze oder Schulhöfe. Als Betreiber einer Webseite wird der für ihren Inhalt Verantwortliche verstanden, der diese Inhalte anbietet, zur Verfügung stellt und im Impressum genannt werden muss.

## Aufgaben
Das Betreiben umfasst die Errichtung, die Produktion/Dienstleistung oder Erfüllung eines sonstigen Zwecks (Nutzung), Management, Unterhaltung und Wartung. Der Betreiber kann diese Aufgaben in seinem Rechtsstatus als Eigentümer, Mieter, Pächter, Konzessionär oder Muttergesellschaft wahrnehmen. Bei technischen Anlagen trifft den Betreiber die von seinem Verschulden unabhängige Gefährdungshaftung.